# Râul Rusca, Bistrița (mal drept)
Râul Rusca este un curs de apă, afluent de dreapta al râului Bistrița. Există un alt afluent cu acealași nume care se varsă în Bistrița în aceeași zonă de pe malul opus.